# Hammerscope
Hammerscope war ein 1957 eingeführtes anamorphotisches Filmaufnahmeverfahren für 35-mm-Breitwandfilme.

## Hintergrund
Um keine Lizenzgebühren für CinemaScope an 20th Century Fox bezahlen zu müssen, entschloss sich die Hammer Film Productions mit einem eigenen System auf den Markt zu gehen. Man übernahm das Linsensystem des Norwegers Jan Jacobsen, das auch vom Kamerahersteller Arnold & Richter unter der Bezeichnung Ultrascope vertrieben wurde.
Das Linsensystem von Jacobsen hatte die gleiche Wirkung wie das verbreitete CinemaScope, so dass in der Kinoprojektion dieselbe Projektionstechnik verwendet werden konnte. Mit Hilfe eines Anamorphoten wurde das Filmbild um den Faktor 2 gestaucht aufgenommen und bei der Filmvorführung auf das Seitenverhältnis von 2,35:1 entzerrt vorgeführt.
Hammerscope wurde praktisch nur von der Hammer Film Productions eingesetzt. In Mrs. Gibbons’ Boys wurde Hammerscope als Byronscope bezeichnet.

## Filme in Hammerscope
- 1957: The Steel Bayonet
- 1957: Yeti der Schneemensch (The Abominable Snowman)
- 1958: Immer Ärger in der Army (Up the Creek)
- 1960: Hetzjagd (Hell Is a City)
- 1962: Mrs. Gibbons’ Boys
- 1963: Sie sind verdammt (The Damned)
- 1964: Die scharlachrote Klinge (The Scarlet Blade)
- 1964: Der Satan mit den langen Wimpern (Nightmare)
- 1965: Herrscherin der Wüste (She)
- 1965: Die Letzten von Fort Kandahar (The Brigand of Kandahar)